# Sandra Steffl
Alexandra „Sandra“ Steffl (* 4. Juli 1970 in München) ist eine deutsche Schauspielerin, Sängerin, Tänzerin und Moderatorin.

## Leben
Sandra Steffl ist gelernte Visagistin. Sie begann ihre Schauspielkarriere 1997 mit einem Auftritt in Thomas Hermanns’ Quatsch Comedy Club. Es folgte eine Nebenrolle in Helmut Dietls Rossini – oder die mörderische Frage, wer mit wem schlief, welche sie 1997 einem breiteren Publikum bekannt machte. Danach folgten kleine Rollen in Filmen wie Das merkwürdige Verhalten geschlechtsreifer Großstädter zur Paarungszeit sowie in vielen Fernseh- und Comedyproduktionen.
Auf der Theaterbühne war sie unter anderem in Köln in Walter Bockmayers Inszenierung von Die Geierwally zu sehen. 2005 gründete sie die Burlesque-Comedy-Gruppe The Teaserettes.
Im Januar 2018 nahm Steffl an der 12. Staffel der Reality-Show Ich bin ein Star – Holt mich hier raus! teil und belegte den 11. Platz. Am 2. Mai 2018 veröffentlichte sie ihr Buch Kurvenstar: Wie ich mich als Burlesque-Tänzerin neu in meinen Körper verliebte.
Steffl hat eine Tochter und lebt in München.

## Filmografie (Auswahl)
- 1995: Die legendäre Conny Show
- 1996–1997: Lukas (Fernsehserie, 2 Episoden)
- 1997: Rossini – oder die mörderische Frage, wer mit wem schlief
- 1998: Das merkwürdige Verhalten geschlechtsreifer Großstädter zur Paarungszeit
- 1998: Schöne aussichten (Fernsehserie)
- 1998: Schmetterlinge der Nacht (Fernsehfilm)
- 1999: Die Musterknaben 2 (Filmreihe)
- 1999: Nikola (Fernsehserie, 1 Episode)
- 1999: City Express (Fernsehserie)
- 1999: Tatort: Norbert (Fernsehreihe)
- 1999: Tatort: Tödliche Freundschaft (Fernsehreihe)
- 2000: Schöne Aussichten (Mini-Serie, 1 Episode)
- 2000: Sumo Bruno
- 2000: Die Wache (Fernsehserie, 1 Episode)
- 2000: Max & Lisa (Fernsehserie, 1 Episode)
- 2000: Die Rote Meile (Fernsehserie)
- 2001: Powder Park (Fernsehserie, 1 Episode)
- 2001: Jetzt bin ich dran, Liebling! (Fernsehfilm)
- 2001: Victor – Der Schutzengel (Fernsehserie, 1 Episode)
- 2001: Eine Insel zum Träumen – Koh Samui (Fernsehfilm)
- 2003: Gelbe Tage
- 2003: Tigeraugen sehen besser (Fernsehfilm)
- 2003: SOKO 5113 (Fernsehserie, 1 Episode)
- 2003: Unter Brüdern (Comedyserie)
- 2003: Neues vom Bülowbogen (Fernsehserie)
- 2003–2004: Samt und Seide (Fernsehserie)
- 2004: Edel & Starck (Fernsehserie, 1 Episode)
- 2004: Der Strick (Kurzfilm)
- 2004–2005: Sabine!! (Fernsehserie, 15 Episoden)
- 2005: Zucker im Blut (Kurzfilm)
- 2006: Liebes Leid und Lust (Fernsehfilm)
- 2007: Ein Toter führt Regie
- 2007: Video Kings
- 2008: In aller Freundschaft (Fernsehserie, 1 Episode)
- 2008: Mia und der Millionär (Fernsehfilm)
- 2009: Captain Berlin versus Hitler
- 2010: Küss dich reich (Fernsehfilm)
- 2010: Sehsüchte: Underworld (Kurzfilm)
- 2011: Heiter bis tödlich (Fernsehserie, 2 Episoden)
- 2012: Frühling für Anfänger (Fernsehfilm)
- 2012: Klinik am Alex (Fernsehserie, 1 Episode)
- 2012: Heiter bis tödlich: Hauptstadtrevier (Fernsehserie, 1 Episode)
- 2012: Morden im Norden (Fernsehserie, 1 Episode)
- 2015: Kein großes Ding
- 2016: No Goodbye (Kurzfilm)
- 2017: Number 85 (Kurzfilm)
- 2016: Comeback
- 2017: Für Emma und ewig (Fernsehfilm)
- 2018: Ich bin ein Star – Holt mich hier raus!
- 2020: SOKO München (Fernsehserie, Folge: Taxi, Taxi)
- 2020: Aktenzeichen XY... ungelöst! (Fernsehserie, 1 Episode)
- 2021: Um Himmels Willen (Fernsehserie, Folge: Pechvogel)
- 2024: Sturm der Liebe (Fernsehserie, 22 Folgen)

## Diskografie
- 1995: Undercover Lover (unter dem Pseudonym: Sandy Beach)